# Ilhéu de Cima
Ilhéu de Cima – niewielka, bezludna wysepka położona w grupie wysp Ilhéus Secos, w Republice Zielonego Przylądka. Położona jest ok. 8 km na północ od wyspy Brava. Jest częścią obszaru chronionego Ilhéus do Rombo.
Na wysepce usytuowana jest latarnia morska Ilhéu de Cima.
Jacques-Nicolas Bellin na swej mapie z 1747 r. nadał wysepce nazwę Ghuay.
W latach 50. XX wieku na wysepce zaobserwowano endemiczny gatunek ptaka Passer iagoensis.